# 赫羅納大學
赫羅納大學（IPA：[uniβəɾsiˈtad də ʒiˈɾonə]）是一所位於西班牙加泰羅尼亞赫羅納市的大学。
赫羅納大學的历史可上溯至1446年初创，於1991年重建。其由位於赫羅納多個校區與建築物組成，以酒店旅館、觀光管理聞名。根据2022年QS世界大学排名，其酒店與休閒管理位列西班牙第1名，全球排名12強。。

## 外部連結
- 官方网站

41°59′09″N 2°49′38″E / 41.9858°N 2.8272°E